# Kanton Houdan
Kanton Houdan (fr. Canton de Houdan) je francouzský kanton v departementu Yvelines v regionu Île-de-France. Skládá se ze 30 obcí.

## Obce kantonu
- Adainville
- Bazainville
- Boissets
- Bourdonné
- Civry-la-Forêt
- Condé-sur-Vesgre
- Courgent
- Dammartin-en-Serve
- Dannemarie
- Flins-Neuve-Église
- Gambais
- Grandchamp
- Gressey
- La Hauteville
- Houdan
- Longnes
- Maulette
- Mondreville
- Montchauvet
- Mulcent
- Orgerus
- Orvilliers
- Osmoy
- Prunay-le-Temple
- Richebourg
- Saint-Martin-des-Champs
- Septeuil
- Tacoignières
- Le Tartre-Gaudran
- Tilly